# Brojilo
Brojilo je mjerni instrument ili naprava koja na osnovi vanjskoga (mehaničkoga, električnoga ili nekog drugog) poticaja broji u slijedu događaje, predmete ili fizikalne veličine, pribrajanjem ustanovljuje njihov zbroj od početka brojenja i stalno ga pokazuje. Brojilo za manje brzine brojenja konstruirano je obično na mehaničkom, elektromehaničkom ili nekom drugom načelu, a za veće brzine brojenja primjenjuje se elektroničko brojilo. Tako postoje, na primjer, brojila izrađenih proizvoda na pokretnoj traci, utrošene količine vode ili plina (mjerilo protoka kao na primjer vodomjer ili hidrometar), prevaljena puta u vozilima, potrošene električne energije (električno brojilo) i tako dalje.

## Mjerilo protoka
Mjerilo protoka je mjerni instrument ili uređaj za mjerenje količine tekućine, pare ili plina koji protječu kroz cjevovod u nekom vremenu (protok). Koristi se u raznim industrijskim granama (kemijskoj, prehrambenoj), distribuciji potrošne vode ili plina (vodomjer, plinomjer), gospodarenju vodama, poljoprivredi i drugom. Sastoji se od registrirajućega dijela (dio koji bilježi) i mjernoga dijela, koji mogu biti konstrukcijski vrlo raznoliki. 

### Vodomjer
Vodomjer je naprava ili mjerni instrument za mjerenje količine vode koja je protekla kroz neku cijev. Ta se količina iskazuje u kubnim metrima (m3), litrama (l ili L) i slično. Iako se vodomjerom izravno ne mjeri protok (količina vode koja protječe u jedinici vremena), izmjerene se vrijednosti uvijek odnose na jedno mjerenje, obračunsko razdoblje i slično, pa se vodomjer često smatra vrstom mjerila protoka, kojemu je i konstrukcijski sličan.

## Električno brojilo
Električno brojilo ili brojilo električne energije je mjerni instrument ili uređaj koji, radi obračuna pri razmjeni ili kupoprodaji, mjeri i bilježi električnu energiju što se kroza nj prenosi. Postavlja se na odabrano mjerno (obračunsko) mjesto, i pokazuje ukupnu električnu energiju koja je njime prostrujala od početka mjerenja. Ovisno o vrsti električnog priključka brojila mogu biti jednofazna ili trofazna. Dvotarifna i višetarifna brojila mogu odvojeno registrirati potrošnju u razdobljima utvrđenih tarifnim sustavom.

### Indukcijsko brojilo
Indukcijsko brojilo je jednofazno brojilo za izmjeničnu struju. Sastoji se od dvaju elektromagneta, strujnog i naponskog, i između njih postavljene okrugle aluminijske pločice, što se pod njihovim zajedničkim djelovanjem vrti brzinom razmjernom električnoj snazi u tome trenutku, koju brojilo kroz određeno vrijeme bilježi kao utrošenu električnu energiju. Aluminijska pločica slijedi elektromagnetsko okretno polje proizvedeno električnom strujom i naponom, koji pobuđuju pripadne elektromagnete i stvaraju zakretni moment. Vrtnjom pločice pokreće se mehanizam brojanja okretaja ili elektronički pretvornik za bilježenje impulsa razmjernih broju okretaja. Posebnom je izvedbom elektromagneta omogućeno da se brojilo ugodi tako da bilježi radnu ili jalovu energiju. Pri mjerenju energije u višefaznim elektroenergetskim mrežama upotrebljavaju se i višefazne izvedbe indukcijskih i drugih brojila, pri čemu se u isto kućište ugrađuje potreban broj jednofaznih brojila.

## Elektroničko brojilo
Elektroničko brojilo ima nekoliko prednosti nad indukcijskim, na primjer daljinsko optičko očitavanje bez nazočnosti potrošača, računalnu obradbu svih registriranih stanja i drugo, ali se ne primjenjuje često. Razlog je tomu nepovjerenje korisnika prema novim rješenjima zaštite interesa obiju strana te još uvijek neznatna razlika u cijeni. U Europi su i dalje vrlo raširena indukcijska brojila (točnost 1 do 2%), dok su ih elektronička brojila, s točnošću i do 0,01%, potpuno zamijenila samo u razmjeni većih količina električne energije i kao etalonska brojila u umjernim laboratorijima.

### Geiger-Müllerovo brojilo
Geigerov brojač ili Geiger-Müllerovo brojilo je naprava ili mjerni instrument za otkrivanje ili detekciju ionizirajućega zračenja (radioaktivnost), odnosno brojenje prolaska ionizirajućih čestica ili fotona. Najčešća je izvedba brojila u obliku metalne cijevi ili staklene cijevi s metalnom oblogom, koja ujedno ima ulogu katode. Anoda je tanka metalna žica koja prolazi kroz os cijevi. Elektrode su spojene na visoki napon, a cijev je ispunjena smjesom plemenitoga plina (na primjer argona ili neona). U trenutku kada ionizirajuća čestica ili foton u prolazu kroz brojilo ionizira plin, produkti ionizacije (pozitivni ioni i elektroni) razdvajaju se pod djelovanjem električnoga polja. Ioni se ubrzano gibaju prema katodi, a elektroni prema anodi i pritom u plinu uzrokuju daljnju, lavinsku ionizaciju. Time se nakratko zatvara strujni krug i na otporniku u vanjskome dijelu kruga nastaje naponski impuls. Ti se impulsi odbrojavaju u elektroničkom brojilu, koje često ima i mali zvučnik za zvučnu indikaciju zračenja. U takozvanome mrtvome vremenu, dok je plin ioniziran, brojilo ne može indicirati novo zračenje. Stoga se za prekidanje (gašenje) daljnje ionizacije i stalnog izboja u cijev dodaju i male količine drugih plinova ili para.